# Octavio Becerril
Octavio Becerril (* 31. März 1964 in Mexiko-Stadt), auch bekannt unter dem Spitznamen El Pícas, ist ein mexikanischer Fußballtrainer und ehemaliger -spieler auf der Position des Verteidigers. 

## Leben

### Stationen als Spieler
„El Picas“ Becerril begann seine aktive Laufbahn in der Prode 85 beim Deportivo Toluca FC, dem er bis 1991 verbunden blieb und mit dem er in der Saison 1988/89 den mexikanischen Pokalwettbewerb gewann. Anschließend wechselte er zu den Tiburones Rojos Veracruz, bei denen er die nächsten drei Jahre unter Vertrag stand. Vor der Saison 1994/95 wechselte er zum damals noch in der Hauptstadt ansässigen Club Necaxa, bei dem er bis zum Ende seiner aktiven Karriere im Frühjahr 2000 blieb und bei dem er mit drei gewonnenen Meistertiteln seine erfolgreichste Zeit als Profifußballspieler erlebte.

### Nationalmannschaft
Für das am 26. April 1988 ausgetragene Freundschaftsspiel gegen Honduras (4:1) wurde Becerril erstmals in die Nationalmannschaft berufen. Seinen 13. und letzten Länderspieleinsatz absolvierte er in einem am 31. August 1996 im Pariser Prinzenparkstadion ausgetragenen Testspiel, das Mexiko mit 0:2 gegen die französische Nationalmannschaft verlor. 

### Stationen als Trainer
Einen Großteil der Zeit zwischen 2003 und 2009 war Becerril als Assistenztrainer bei seinem Ex-Verein Necaxa tätig. Dazwischen arbeitete er kurzzeitig als Cheftrainer in der zweitklassigen Primera División 'A' bei den Correcaminos de la UAT (2003) sowie in zwei Etappen bei den Alacranes de Durango (2005 und 2007). Außerdem betreute er den Club Necaxa als Interimstrainer für fünf Spiele in der Apertura 2008. 
In der Saison 2010/11 war er Assistenztrainer bei den Freseros de Irapuato und in der darauffolgenden Saison 2011/12 nahm er dieselbe Aufgabe bei den Correcaminos de la UAT wahr.

## Erfolge
- Mexikanischer Meister: 1994/95, 1995/96 und Invierno 1998
- Mexikanischer Pokalsieger: 1988/89